# تيم ويفر
تيم ويفر (بالإنجليزية: Tim Weaver)‏ هو لاعب كرة قدم أمريكي في مركز الدفاع، ولد في 30 أبريل 1975 في ليفرمور في الولايات المتحدة. لعب مع سان خوسيه إيرثكويكس.

## وصلات خارجية
- تيم ويفر على موقع الدوري الأمريكي (الإنجليزية)
- تيم ويفر على موقع قاعدة بيانات كرة القدم.إي يو (الإنجليزية)